# Districte d'Orleans
El districte d'Orleans és un dels tres districtes en els quals es divideix el departament del Loiret, a la regió del Centre-Vall del Loira. Té 24 cantons i 122 municipis. El cap del districte és la prefectura d'Orleans.

## Cantons
cantó d'Artenay - cantó de Beaugency - cantó de Châteauneuf-sur-Loire - cantó de Chécy - cantó de Cléry-Saint-André - cantó de La Ferté-Saint-Aubin - cantó de Fleury-les-Aubrais - cantó d'Ingré - cantó de Jargeau - cantó de Meung-sur-Loire - cantó de Neuville-aux-Bois - cantó d'Olivet - cantó d'Orléans-Bannier - cantó d'Orléans-Bourgogne - cantó d'Orléans-Carmes - cantó d'Orléans-La Source - cantó d'Orléans-Saint-Marc-Argonne - cantó d'Orléans-Saint-Marceau - cantó d'Ouzouer-sur-Loire - cantó de Patay - cantó de Saint-Jean-de-Braye - cantó de Saint-Jean-de-la-Ruelle - cantó de Saint-Jean-le-Blanc - cantó de Sully-sur-Loire